# Hétszögszámok
A hétszögszámok a figurális számokon belül a sokszögszámok közé tartoznak. Az n-edik hétszögszám hn a közös csúcsból rajzolt, legfeljebb n pont oldalhosszúságú szabályos hétszögek körvonalai egymástól különböző pontjainak száma. 
Az n-edik hétszögszám általánosan a következő képlettel adható meg:

Az első öt hétszögszám.

{\displaystyle h_{n}={\frac {5n^{2}-3n}{2}}}.
Az első néhány hétszögszám:
1, 7, 18, 34, 55, 81, 112, 148, 189, 235, 286, 342, 403, 469, 540, 616, 697, 783, 874, 970, 1071, 1177, 1288, 1404, 1525, 1651, 1782, 1918, 2059 … (A000566 sorozat az OEIS-ben)

## Párosság
A hétszögszámok párossága a páratlan-páratlan-páros-páros mintát követi. Egy hétszögszám ötszöröséhez egyet adva mindig háromszögszámot kapunk.

## Általánosított hétszögszámok
Az általánosított hétszögszámok is a fenti képlettel állíthatók elő, de a negatív egész számokat is megengedve. A következő sorrendben szokás az általánosított hétszögszámokat előállítani: 1, −1, 2, −2, 3, −3, 4..., ami a következő sorozatot adja:
1, 4, 7, 13, 18, 27, 34, 46, 55, 70, 81, 99, 112, … (A085787 sorozat az OEIS-ben)
Egy másik, az általánosított hétszögszámokat megadó képlet:
{\displaystyle T_{n}+T_{\lfloor {\frac {n}{2}}\rfloor },}
ahol Tn az n-edik háromszögszám.
Minden második általánosított hétszögszám „normál” hétszögszám is egyben. Az 1-en és a 70-en kívül egyetlen általánosított hétszögszám sem Pell-szám.

## Reciprokösszeg
A hétszögszámok reciprokainak összegét a következő képlet adja meg:
{\displaystyle \sum _{n=1}^{\infty }{\frac {2}{n(5n-3)}}={\frac {1}{15}}{\pi }{\sqrt {25-10{\sqrt {5}}}}+{\frac {2}{3}}\ln(5)+{\frac {{1}+{\sqrt {5}}}{3}}\ln \left({\frac {1}{2}}{\sqrt {10-2{\sqrt {5}}}}\right)+{\frac {{1}-{\sqrt {5}}}{3}}\ln \left({\frac {1}{2}}{\sqrt {10+2{\sqrt {5}}}}\right)}

## Hétszöggyök
Az x négyzetgyökének analógiájára kiszámítható x hétszöggyöke, ami azt jelenti, hogy a sorozat hányadik eleme adja x-et.
Az x  hétszöggyökét a következő képlet adja:
{\displaystyle n={\frac {{\sqrt {40x+9}}+3}{10}}.}